# История почты и почтовых марок Майотты

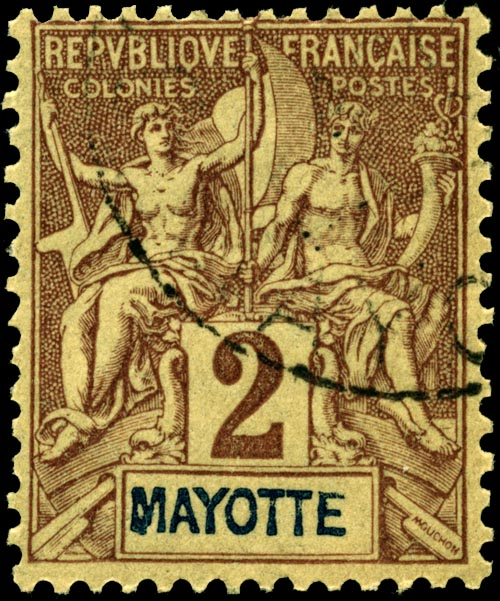
Почтовая марка из первого выпуска Майотты Мореплавание и торговля (стандартная серия колоний Франции), 1892

История почты и почтовых марок Майотты описывет развитие почтовой связи на острове Майотты в Индийском океане, расположенном у юго-восточного побережья Африки по соседству с Мадагаскаром и входящем в группу островов Коморского архипелага. Эмиссия почтовых марок, специально предназначенных для этого острова, производится с 1892 года.

## Краткий исторический обзор
Майотта стала первым коморским островом, попавшим в сферу влияния Франции в начале 1840-х годов. Она была французским административным и почтовым центром в архипелаге. В период с 1911 по 1975 год история почты Майотты повторяет таковую для других Коморских островов: вначале — в составе колонии Мадагаскар, затем — в составе заморской территории Коморский архипелаг.
В июле 1975 года почта Майотты получила обособленный статус, поскольку жители острова на референдуме проголосовали за то, чтобы, в отличие от всех других островов Коморского архипелага, остаться французской территорией. В период нехватки марок с февраля 1976 года до декабря 1996 года здесь употреблялись почтовые марки Франции.
С 1 января 1997 года Майотта пользуется филателистической самостоятельностью и выпускает собственные почтовые марки. Почтовую связь осуществляет заграничное подразделение французской La Poste.

## Колониальное правление

### Центр французской почты на Коморах
Майотта стала колонией Франции, когда командор Пассо (Passot) купил этот остров у султана Андрианцули (англ. Andriantsouli) в начале 1840-х годов. Известно немного писем, прошедших почту на Майотте или Коморских островах до 1900 года: самое раннее из них было отправлено с Майотты в декабре 1850 года и не франкировано почтовой маркой.

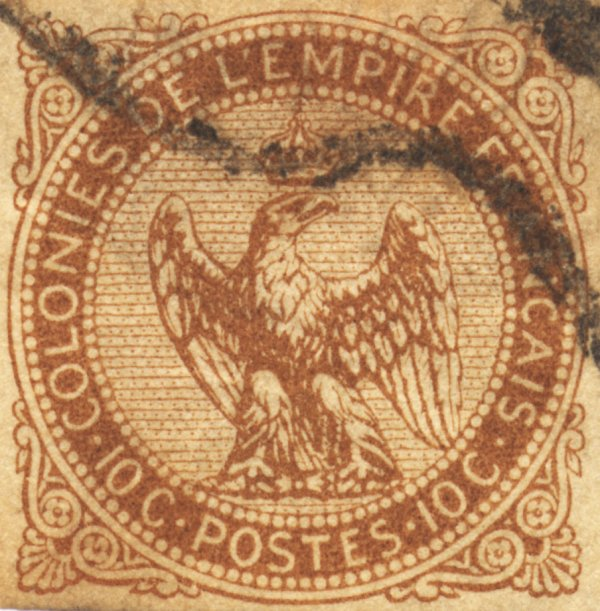
Почтовая марка типа «Имперский орёл», которая была в обращении во всех французских колониях

Первые марки из серии «Имперский орёл», общие для всех французских колоний, поступили в конце 1861 — начале 1862 года. Марки были отправлены на Майотту и на Носи-Бе, северный мадагаскарский остров. Самое раннее известное франкированное марками письмо с Майотты датировано декабрём 1863 года.
Очередные партии марок были отправлены из Майотты на три других коморских острова, когда те также попали в зависимость от Франции. В тот период на календарном штемпеле места отправки писем обозначалось лишь словами «Mayotte et dépendances» («Майотта и зависимые территории»): на реальное место отправки указывает только адрес отправителя или текст сообщения. Кроме того, до 1870-х годов штемпель гашения представлял собой ромб из точек с пропуском посередине, поэтому невозможно установить, где была погашена почтовая марка, снятая с конверта.
В 1890-е годы, как и в случае других французских колоний, для острова был разработан новый рисунок почтовых марок с указанием наименования колонии, поскольку почта стала нести убытки от незаконной переправки марок из колоний с низкой стоимостью денежной единицы в колонии с высокой стоимостью денежной единицы. На Майотте такие марки появились в ноябре 1892 года.

### Французский Мадагаскар
Подобно другим Коморским островам и некоторым колониям вокруг Мадагаскара, в 1911 году Майотта была административно включена в эту колонию. В 1912 году на всех оставшихся почтовых марках Майотты была сделана надпечатка, чтобы превратить их в марки номиналом в 5 и 10 сантимов.
В период пребывания в составе Мадагаскара была выпущена почтовая марка 1942 года, посвящённая столетию присоединения Майотты и Носи-Бе к Франции, с портретами де Хелла (de Hell), Жехенна (Jéhenne) и Пассо (Passot).

### Французский Коморский архипелаг
Позднее, начиная с 15 мая 1950 года, на Майотте были в обращении почтовые марки с текстом «Archipel des Comores» («Коморский архипелаг») и номиналами, обозначенными во франках КФА.
Восемь марок этого периода тематически имели непосредственное отношение к Майотте и изображали:
- место установки первого радиопередатчика на Коморских островах (марка 1960 года),
- артиллерийскую батарею Дзаудзи (в серии 1966 года, посвящённой военным фортификационным сооружениям),
- пейзажи (три марки 1974 года) — пляж Мойя (Moya), Чикони (Chiconi) и Мамудзу (Mamoudzou)),
- карты (на почтовых марках работы Пьера Беке (Pierre Béquet) в 1971 и 1974 году).

## Современность

### Нехватка почтовых марок
В 1974 году среди жителей четырёх коморских островах был проведён референдум о предоставлении Коморам независимости. На Майотте большинство населения проголосовало отрицательно, и Франция решила о придании отдельного статуса этому острову. 5 июля 1975 года коморский парламент проголосовал за независимость, тогда как представители Майотты не голосовали за независимость.
С точки зрения почты, проблема для Майотты после обретения Коморами независимости заключалась в том, что запасы почтовых марок находились на Морони, на Гранд-Коморе, и на них были быстро сделаны надпечатки, зачеркнувшие всякое упоминание о суверенитете Франции.
В декабре 1975 года Майотта испытала нехватку почтовых марок. До прибытия новых марок из метрополии префект разрешил использование на почтовых отправлениях разрезанных марок. Целью было получение достаточно количества марок номиналом в 50 франков КФА — почтового сбора за пересылку простых писем во Францию.
Марки номиналом в 100 франков разрезались на две части, марки номиналом в 200 франков — на четыре части. На марках была сделана надпечатка текста «Administration provisoire de Mayotte» («Временная администрация Майотты»). Разрезание осуществлялось в случае следующих четырёх почтовых марок (в хронологическом порядке):
- номиналом в 200 франков, «Angraecum eburneum» (1969),
- номиналом в 100 франков, «Герхард Хансен 1841—1912» (1973),
- номиналом в 200 франков, «Пабло Пикассо 1881—1973» (1973),
- номиналом в 200 франков, «Саид Омар бен Сумет (Saïd Omar ben Soumeth), великий муфтий Коморских островов» (1974).

Тогда же 20-франковая марка «Искусство — браслет» 1975 года была разрезана на две части, каждая из которых имела номинал в 20 франков.
В каталогах почтовых марок указаны высокие цены на эти марки (минимум 150 евро согласно каталогу «Дале» 2006—2007 годов), при этом марка должна быть на конверте и погашена в течение периода нехватки марок, окончившегося с прибытием французских марок и с введением французского франка.

### Обращение французских марок
В феврале 1976 года прибыли марки, идентичные находившимся в обращении в метрополии. Как и на Реюньоне в январе 1975 года, французский франк сменил франк КФА через Эмиссионный институт заморских территорий Франции, банк-эмитент Французского тихоокеанского франка (CFP franc).
Марки, прошедшие почту на Майотте, можно отличить только по календарному штемпелю.

### Эмиссионная самостоятельность
Оператором почтовой связи на Майотте является заграничный отдел французской почты La Poste.
2 января 1997 года остров получил самостоятельность в проведении эмиссионной политики. При этом местные учреждения могут сами выбирать тематику выпускаемых почтовых марок, на которых преобладают такие мотивы, как национальный герб, культурные традиции и искусство, местные флора и фауна. Марки по-прежнему печатаются французской почтовой типографией, Phil@poste Boulazac (ранее Imprimerie des timbres-poste et valeurs fiduciaires, ITVF), наименование которой указывается в нижней части марок.
После 31 марта 1997 года почтовые марки Франции выведены из обращения на территории Майотты, но на стандартной серии с изображением Марианны сделана надпечатка «Mayotte» («Майотта»). В 2001 году вторая стандартная серия сменила «Марианну»: чёрно-белая карта острова. Ещё одним признаком сближения с почтовыми марками метрополии было двойное обозначение номинала на марках во франках и в евро в период с июля 1999 года по декабрь 2001 года.

## Сводная таблица
| Годы        | Почтовые марки в обращении                    |
| ----------- | --------------------------------------------- |
| 1850?-1861? | нет                                           |
| 1861?-1892  | Общие марки колоний                           |
| 1892-1912   | Mayotte (Майотта)                             |
| 1912-1950   | Madagascar (Мадагаскар)                       |
| 1950-1975   | Archipel des Comores (Коморский архипелаг)    |
| 1975-1996   | France (Франция)                              |
| 1997-…      | Mayotte (Майотта)                             |
| Примечания  |                                               |
| ?           | Предполагаемая дата или первая известная дата |
| (в скобках) | перевод на русский язык                       |